# Blodhibiskus
Blodhibiskus (Hibiscus ×acetosella) är en ett- till flerårig ört i familjen malvaväxter. Det är en hybrid mellan H. surattensis och H. asper och odlas som både grönsak och prydnadsväxt i de flesta subtropiska och tropiska områden. Kan användas som ettårig utplanteringsblomma i Sverige.